# نان و کوچه
نان و کوچه فیلمی ساخته عباس کیارستمی در سال ۱۳۴۹ است. کیارستمی این فیلم را براساس طرحی از برادرش تقی نوشت. نان و کوچه در زمان ساخت با استقبال فراوان مخاطبان روبه‌رو شد. منتقدان مطبوعاتی نیز به این فیلم بسیار توجه نشان دادند، چنان‌که روزنامه کیهان در مقاله‌ای آن را فیلمی فوق‌العاده از ایران لقب داد.∗
نان و کوچه اولین تولید رسمی امور سینمایی کانون پرورش فکری کودکان و نوجوانان است.

## خلاصه داستان
فیلم با آهنگی شاد شروع می‌شود و پسربچه‌ای را نشان می‌دهد که با نان سنگکی در زیر بغل در حال رفتن به خانه است؛ در حالی که شئ‌ای مانند توپ را شوت می‌کند. ناگهان در کوچه‌ای حضور یک سگ مانع از عبور او می‌شود. آهنگ قطع می‌شود و پسرک از ترس فرار می‌کند و کوچه را برمی‌گردد. پسرک که از سگ فاصله گرفته‌است، منتظر می‌ماند تا سگ کنار برود. در همین زمان جوانی سوار بر الاغ و پس از آن یک دوچرخه‌سوار از آن‌جا به‌راحتی و به سرعت عبور می‌کنند و پسرک چون پیاده است نمی‌تواند همراه آنان از کوچه بگذرد. پسرک با این‌که از انتظار خسته شده‌است؛ ولی جرأت عبور از کوچه را ندارد. پس از مدتی پیرمردی با سمعکی در گوش از کنار او می‌گذرد. پسر از فرصت استفاده می‌کند و در سایه پیرمرد و با ترس به راه خود ادامه می‌دهد. در میانه راه پیرمرد وارد خانه خود می‌شود و پسربچه به ناچار ادامه مسیر را به تنهایی طی می‌کند. او وقتی به سگ می‌رسد از ترس شروع به دویدن می‌کند. سگ به طرف او می‌جهد و پسرک با پرتاب تکه‌ای نان او را آرام می‌کند. سگ که آرام شده، پسر را دنبال می‌کند؛ در حالی که دم خود را [شاید به این دلیل که صاحبی پیدا کرده‌است] مرتب تکان می‌دهد. سگ همچنان او را دنبال می‌کند تا این که پسر وارد خانه می‌شود. مادرِ پسر که سگ را می‌بیند، در را محکم به روی سگ می‌بندد. سگ که به‌نظر می‌رسد ناراحت است، پشت در لم می‌دهد. لحظه‌ای بعد پسرکی دیگر با کاسه‌ای ماست به سگ نزدیک می‌شود. دوربین بر تصویر وحشت‌زدهٔ پسر با صدای پس‌زمینهٔ پارس سگ ثابت می‌شود.

## حاشیه فیلم
کیارستمی تا زمان ساخت این فیلم نزدیک به ۱۵۰ فیلم کوتاه تبلیغاتی ساخته بود، ولی هنوز ابزار دوربین و شیوه کار با آن را نمی‌شناخت! او برای یافتن پسرک فیلم و خانه مورد نظر و نیز کوچه پس‌کوچه‌های به هم پیوسته روزهای متوالی جستجو کرد تا سرانجام در حوالی امامزاده صالح در منطقه شمیران آن را یافت.
فیلم‌برداری صحنه مربوط به سگ (ورود پسر به خانه و سپس لم‌دادن سگ پشت در) ۴۰ روز به طول انجامید، چون کیارستمی حاضر نبود از کات استفاده کند! صحنه مذکور بالاخره ضبط می‌شود، اما کیارستمی با خونسردی اعلام می‌کند که به برداشت دومی نیاز داریم چون ممکن است فیلم در لابراتوار خراب شود! این مسئله موجب می‌شود تا مهرداد فخیمی فیلمبردار گروه را ترک کند. فخیمی در اوج بگومگو با کیارستمی نسخه‌ای از کتاب فیلم و کارگردان نوشته دان لیوینگستن را به کیارستمی نشان می‌دهد. کیارستمی با خواندن کتاب متوجه می‌شود نان و کوچه بر اساس فرمول‌های ارائه شده پر از اشتباه است. از این‌جا تردیدهای وی شروع می‌شود. اما به کار خود ادامه می‌دهد و در نهایت پس از تحسین هژیر داریوش در مصاحبه مطبوعاتی اعتماد به نفس او را برمی‌گرداند.